# フリードリヒ・フォン・ヘッセン＝カッセル＝ルンペンハイム

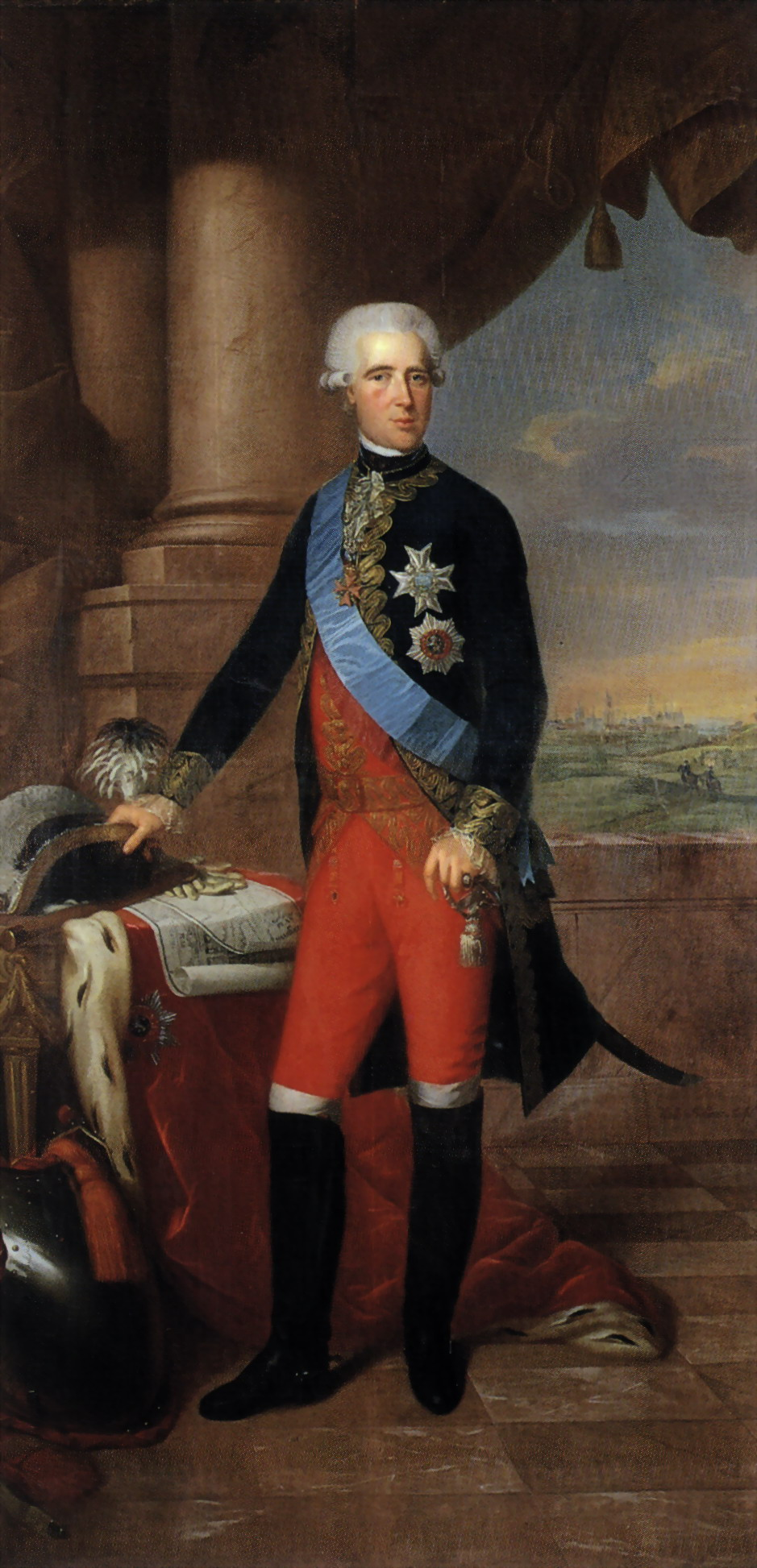
フリードリヒ3世

フリードリヒ・フォン・ヘッセン＝カッセル（Friedrich von Hessen-Kassel, 1747年9月11日 - 1837年5月20日）は、ヘッセン＝カッセル方伯家の公子。ヘッセン＝カッセル＝ルンペンハイム方伯の称号を有し、フリードリヒ3世 (Friedrich III. von Hessen-Kassel-Rumpenheim) とも呼ばれる。ヘッセン家諸家の中で現在も続く分家、ヘッセン＝ルンペンハイム家の始祖である。

## 生涯
フリードリヒはヘッセン＝カッセル方伯フリードリヒ2世とその最初の妃でイギリス王ジョージ2世の娘であるメアリーとの間に末息子として生まれた。1749年に父がカトリックに改宗すると、母メアリーは夫と絶縁し、3人の息子たちを連れてヘッセン＝カッセル家の領地ハーナウ伯領に移った。その後、メアリーは妹のデンマーク王妃ルイーズの遺児たちを世話するため、息子たちと一緒にコペンハーゲン宮廷で暮らすようになった。フリードリヒはコペンハーゲンとオーフスの王立陸軍士官学校で学び、1769年にデンマーク軍の歩兵隊司令官に任官した。
1781年、フリードリヒは次兄のカールからルンペンハイムの城館と所領を買い取ってここを居所とし、1788年にはルンペンハイム宮殿 (de) を建設し、さらに同宮殿にイギリス式庭園を敷設した。オランダ政府に出仕したフリードリヒは1793年に騎兵隊将軍およびマーストリヒトの知事に就任している。フランス軍が1793年にオランダを侵略してきたとき、フリードリヒはマーストリヒトを3ヵ月のあいだ敵軍に包囲され、結局は1794年に降伏した。フリードリヒはそのまま隠居し、ルンペンハイム宮殿とカッセルで暮らした。
1803年に長兄のヘッセン＝カッセル方伯ヴィルヘルムはヘッセン選帝侯に昇格すると、二人の弟たちにヘッセン＝カッセル方伯の称号を与えた。1821年に甥の選帝侯ヴィルヘルム2世が即位すると、甥と不仲であったフリードリヒはカッセルを去ってゴータやハノーファーで余生を送った。

## 子女
1786年12月2日、ナッサウ＝ウージンゲン侯カール・ヴィルヘルムの娘カロリーネ・ポリクセネと結婚し、8人の子女をもうけた。
- ヴィルヘルム（1787年 - 1867年）　コペンハーゲン都督
- カール・フリードリヒ（1789年 - 1802年）
- フリードリヒ・ヴィルヘルム（1790年 - 1876年）　オランダ領ルクセンブルク総督
- ルートヴィヒ・カール（1791年 - 1800年）
- ゲオルク・カール（1793年 - 1881年）　プロイセン領マクデブルク総督
- ルイーゼ（1794年 - 1881年）　1833年、ゲオルク・フォン・デア・デーケンと結婚
- マリー（1796年 - 1880年）　1817年、メクレンブルク＝シュトレーリッツ大公ゲオルクと結婚
- アウグステ（1797年 - 1889年）　イギリス王子・ケンブリッジ公アドルファスと結婚